# Gliossilato reduttasi (NADP+)
La gliossilato reduttasi (NADP+) è un enzima appartenente alla classe delle ossidoreduttasi, che catalizza la seguente reazione:
glicolato + NADP+ ⇄ gliossilato + NADPH + H+
L'enzima è anche in grado di ridurre idrossipiruvato a glicerato. In alcuni casi può operare anche con NAD+.